# Schmalfühleriger Widderbock
| |                |
| Abb. 1: Ausschnitt Seitenansicht, farbig ergänzt; Halsschild links, weiß 1: kein Fleck im Bereich der Vorderhüften blau: Umriss Epimer der Mittelbrust, 2 schräger Fleck grün: Umriss Epimer der Hinterbrust, 3 hintere Hälfte gelb behaart 4 rot: Umriss der Flügeldecken |                |
| |                |
| Abb. 2: Punktur, links Halsschild rechts Flügeldeckenbasis |                |
| |                |
| Abb. 3: Aufsicht | Abb. 4: Fühler |
| |                |
| Abb. 5: Aufrechte Behaarung an Halsschild und Flügeldeckenbasis |                |
| |                |
| Abb. 6: Schildchen, Umriss rechts grün gepunktet |                |
| |                |
| Abb. 7: Flügeldeckenabschluss | Abb. 8: Kopf   |

Der Schmalfühlerige Widderbock (Clytus lama), auch als Nadelholz-Widderbock bekannt, ist ein Käfer aus der Familie der Bockkäfer und der Unterfamilie Cerambycinae. Die Gattung Clytus ist in Europa mit sieben Arten vertreten. Clytus lama kann leicht mit zwei weiteren Arten der gleichen Gattung und auch mit Arten anderer Gattungen verwechselt werden.
In Sachsen ist die Art als potentiell gefährdet (Rote Liste Sachsen: 4) eingestuft. Deutschlandweit ist die Art gefährdet (Rote Liste Deutschland: 3). Nach dem Bundesnaturschutzgesetz und der Bundesartenschutzverordnung ist Clytus lama „besonders geschützt“. In Thüringen wird der Käfer als stark gefährdet (Kategorie 2) eingestuft. Im Süden Deutschlands gilt der Käfer als nicht gefährdet.

## Bemerkung zum Namen und Synonymen
Die Art wurde 1847 von Mulsant, unter dem heute noch gültigen Namen beschrieben. Mulsant erklärte nicht, warum er dem Käfer den Artnamen lama (lat. für das Säugetier „Lama“) gab, aber es kann unterstellt werden, dass er den Namen in Anlehnung an Clytus gazella (lat. für „Gazelle“) wählte. Dabei verstand Mulsant unter Clytus gazella die heutige Art Clytus rhamni, die sich kaum von Clytus lama unterscheidet. Außerdem sah Mulsant die Art sehr nahe verwandt mit Clytus antilope (lat. für „Antilope“, heute Xylotrechus antilope), die ebenfalls nach einem nichteuropäischen Säugetier benannt wurde, was sehr ungewöhnlich ist.
Der Gattungsname Clytus geht auf Laicharting 1784 zurück. Laicharting erklärte den Namen nicht, nach Schenkling ist er von altgr. κλυτός „klytós“ für „berühmt, ansehnlich“ abgeleitet und steht ursprünglich für schön gezeichnete Bockkäfer. So führte Laicharting in der Gattung auch viele farbenprächtig gezeichnete Arten, die heute nicht mehr zur Gattung gerechnet werden, beispielsweise den Alpenbock.
Die deutschen Namen Nadelholz-Widderbock und Schmalfühleriger Widderbock benennen zwei Eigenschaften, die Clytus lama von den beiden sehr ähnlichen Arten Echter Widderbock (Clytus arietis) und Clytus rhamni abgrenzen. Während die beiden letzteren sich in Laubhölzern entwickeln, entwickelt sich Clytus lama in Nadelholz. Und die Fühler von Clytus lama sind etwas schlanker als die der beiden anderen Clytus-Arten.

## Beschreibung des Käfers
Mit acht bis vierzehn Millimeter Länge ist Clytus lama durchschnittlich kaum größer als der Gemeine Widderbock (Clytus arietis) und deutlich größer als Clytus rhamni. Wie bei diesen ist der zylindrische Körper schwarz mit einer gelben bis weißen Zeichnung aus kurzen, dichten, anliegenden Haaren (Abb. 3). Darüber hinaus kann Clytus lama noch mit Arten der Gattungen Xylotrechus und Chlorophorus verwechselt werden. Ein leicht erkennbares Merkmal zur Bestimmung bei flüchtiger Betrachtung gibt es nicht.
Der Kopf (Abb. 8) ist fast senkrecht zur Körperachse nach unten ausgerichtet, die Mundwerkzeuge zeigen wenig nach vorn. Der Kopf trägt im Unterschied zur Gattung Xylotrechus keine Kiele. Er ist oberhalb der Augen grob, zwischen den Augen weniger grob punktiert. Zwischen den Augen verläuft längs eine sehr feine Mittellinie (in Abb. 8 nicht erkennbar), seitlich davon sind dünne hellgraue Haare seitlich abstehend ausgerichtet. Die elfgliedrigen Fühler (Abb. 4) verdicken sich vom dritten bis zum sechsten Glied, die folgenden Glieder sind annähernd gleich dick. Die Fühler sind für Bockkäfer relativ kurz, erreichen nicht die Hälfte der Flügeldecken. Sie sind meist einheitlich heller oder dunkler braun und wirken insgesamt etwas schmaler als die Fühler von Clytus arietis und Clytus rhamni. Die Augen sind nierenförmig und umfassen die Fühlerbasis seitlich.
Der Halsschild ist etwas breiter als der Kopf und schmaler als die Flügeldecken (Elytren). Er ist in der Mitte am breitesten und seitlich gleichmäßig gerundet. Er ist vorn und hinten ziemlich geradlinig abgeschnitten. Er ist nicht glänzend. Am Hinterrand ist der Halsschild gelb gesäumt, der Saum ist jedoch in der Mitte meist breit unterbrochen. Gewöhnlich ist auch der Vorderrand mehr oder weniger schwach gelb gerandet. Die Basis der Flügeldecken und der Halsschild sind lang abstehend behaart, diese Behaarung schwindet aber auf dem Halsschild im vorderen Bereich (Abb. 5, Abb. 8). Der Halsschild ist grob und dicht punktiert (Abb. 2 links).
Das halbkreisförmige Schildchen (Abb. 6) ist nur im hinteren Bereich dicht gelb behaart.
Anders als bei Clytus rhamni sind die Flügeldecken auch an der Basis dicht punktiert. Die Punkte sind oft nicht weiter voneinander entfernt als ihr Durchmesser groß ist (Abb. 2 rechts Punktur zwischen Schildchen (rechts oben) und Schultermakel (links unten)). Die Flügeldecken sind etwa zweieinhalb mal so lang wie zusammen breit, an der Schulter am breitesten und am Ende schwach konvex abgestutzt (Abb. 7). Die Zeichnung der Flügeldecken (Abb. 3) besteht aus einer kurzen, strichförmigen Makel nahe hinter der Schulter und drei schmalen Binden in weißer bis kräftig gelber Farbe. Im typischen Fall verläuft der Schulterfleck schräg nach innen und hinten und wird dabei nicht schmaler, bei Clytus arietis dagegen verläuft er geradlinig oder leicht gebogen senkrecht zur Längsachse, bei Clytus rhamni verschmälert er sich meist nach innen/hinten leicht. Die vorderste Binde ist auf jeder Flügeldecke halbmondförmig, außen etwa senkrecht zur Körperachse und innen in Richtung zum Schildchen nach vorn vorgezogen, bis sich die Binden beider Flügeldecken an der Flügeldeckennaht fast berühren. Die mittlere Binde ist schwach nach vorn gewendet und kann auch fehlen (Variation vesubiensis). Die kurze hintere Binde säumt den Hinterrand der Flügeldecken. Die Flügeldecken sind, anders als bei Clytus rhamni, höchstens schwach glänzend.
Die Unterseite ist schwarz, punktiert und wenig dicht gelblich grau abstehend behaart mit einer Zeichnung aus dichten liegenden gelblichen oder weißen Haaren. Die Zeichnung besteht aus einem schrägen Fleck auf den Epimeren der Mittelbrust (in Abb. 1 Nr. 2 in blauem Umriss), einem länglichen Fleck im hinteren Bereich der Epimeren der Hinterbrust (in Abb. 1 Nr. 3 in grünem Umriss), einem schmalen Streifen am Hinterrand der Hinterbrust und breiten Streifen an den Hinterrändern der Hinterleibssegmente. Im Gegensatz dazu ist bei Clytus rhamni nahezu das ganze Episternum der Hinterbrust gelb behaart. Ein wichtiges Erkennungsmerkmal ist auch, dass bei den Vorderhüften ein gelber Fleck fehlt (in Abb. 1 Nr. 1).
Schienen und Tarsen der kräftig ausgebildeten langen Beine sind braun, die Schenkel in der Regel dunkler bis schwarz. Das vierte Tarsenglied ist zum Ansatz des fünften Gliedes reduziert (pseudotetramer).
Ein Vergleich von jeweils mehreren Abbildungen zu den drei Arten ist auf der tschechischen Seite von M. E. F. Sláma möglich.

## Biologie
Der Käfer kommt montan bis subalpin in Nadelwäldern, besonders Fichtenwäldern vor. Man findet ihn auf Waldwiesen und an Waldrändern. Er kann jedoch auch in den tiefer liegenden Tälern gefunden werden. Die Käfer halten sich von Juni bis August an Holzklaftern und an schwächeren morschen Stämmen sowie Ästen auf, aber auch auf Blüten, insbesondere Kerbel und Kälberkropf, sind sie zu finden.
Die Larve entwickelt sich in Nadelholz (Fichten, Tannen und Lärchen, Waldkiefer, Zirbe). Nach Horion entwickelt sie sich hauptsächlich in Fichten. Pic behauptet, dass die Art unter den Nadelhölzern Tannen bevorzugt und Weber bemerkt, dass aus Lärchenholz gezogene Exemplare größer und ansehnlicher waren als solche aus Fichtenholz. Nach vorläufigen Untersuchungen scheint der Käfer die eingeführte Douglasie gegenüber der einheimischen Fichte zu bevorzugen.
Befallen werden allgemein kranke oder absterbende Pflanzen sowie frisch geschlagenes Holz.
Die Entwicklung ist ein- bis zweijährig, die Überwinterung erfolgt als Larve oder Puppe. Die Eier werden einzeln in Ritzen der Rinde abgelegt. Die Larve frisst zunächst zwischen Rinde und Holz unregelmäßig begrenzte und scharfrandige Gänge, die das Splintholz ein bis zwei Millimeter tief anschürfen. Die in den Gängen verbleibenden Rückstände, die aus Genagsel und Exkrementen bestehen, sind braungelb. Später dringt die Larve schräg ins Holz ein und die Gänge verlaufen jetzt in allen Richtungen durch das Splintholz. Sie sind dicht mit sehr feinem gelblich weißem Bohrmehl verstopft. Kurz vor der Verpuppung frisst die Larve an der Grenze von Splintholz zu Kernholz in Richtung der Holzfasern. Dabei wird das Genagsel gröber, Späne werden erkennbar und die Farbe ändert sich durch Vermischung mit Larvenkot zu gelblich braun. Die Puppenwiege hat nur einen wenig größeren Durchmesser als die Gänge gegen Ende. Der fertige Käfer nagt sich, anfangs die Längsrichtung beibehaltend, dann bogenförmig in senkrecht zur Achse verlaufende Richtung übergehend, auf dem kürzesten Weg nach außen. Dieser Teil des Ganges ist völlig ohne Genagsel und die Gangwände sind rauer als bei den von den Larven genagten Gängen. Er wird von verschiedenen Insekten und deren Parasiten als Brutraum genutzt. Die ovalen Schlupflöcher haben Durchmesser von etwa 3 Millimeter auf 2,3 Millimeter und sind scharfkantig begrenzt.
Bei dichterem Befall durch den Käfer wird das Splintholz als Möbelholz unbrauchbar. H. Maerks berichtet von einem Schaden 1948 in verarbeiteten Fichtenholz.

## Verbreitung
Die Art ist auf Südeuropa, das südliche Mitteleuropa und Teile Südosteuropas und Osteuropas beschränkt. Der westlichste Fundort liegt in Frankreich, der östlichste in Belarus. Aus Albanien und Mazedonien liegen keine Fundmeldungen vor, wohl aber aus Griechenland. Auf den Inseln des Mittelmeers kommt die Art nicht vor.